# نوچیانو
نوچیانو (به ایتالیایی: Nocciano) یک کومونه در ایتالیا است که در استان پسکارا واقع شده‌است.

## خصوصیات
نوچیانو ۱۳ کیلومترمربع مساحت و ۱٬۸۲۶ نفر جمعیت دارد و ۳۰۱ متر بالاتر از سطح دریا واقع شده‌است.